# Charitomenosuchus
Charitomenosuchus es un género extinto de crocodiliforme teleosáurido que vivió desde el Jurásico Medio (Calloviano). Ejemplares fosilizados han sido hallados en Inglaterra y Francia.

## Taxonomía
La especie tipo de Charitomenosuchus, C. leedsi, fue originalmente llamado Steneosaurus leedsi por Charles William Andrews en 1909 sobre la base de NHMUK PV R 3320, un cráneo casi completo. Sin embargo, análisis cladísticos recientes han recuperado el Steneosaurus leedsi como más basal que Machimosaurus o Steneosaurus edwardsi. En su tesis inédita de 2019, Michela Johnson inventó el nomen ex dissertationae Charitomenosuchus para S. leedsi, el nombre del género que significa "cocodrilo agraciado" en griego.